# François Debret
Pour les articles homonymes, voir Debret.
François Debret, né à Paris le 21 juin 1777 et mort à Saint-Cloud le 19 février 1850, est un architecte franc-maçon français.

## Biographie
Fils de Jacques Debret, greffier au tribunal criminel du Parlement de Paris, et de sa femme Élisabeth, marchande lingère, frère cadet de Jean-Baptiste Debret, il fut l'élève de Charles Percier et de Pierre Fontaine.
Napoléon Ier a chargé François Debret de l'entretien et de la réfection de la basilique de Saint-Denis en 1813, à la suite de l'architecte Jacques Cellerier. Il est confirmé après le retour des Bourbons. François Debret a entrepris le remplacement des vitraux qui ont été détruits pendant la Révolution pour récupérer le plomb. Il est nommé architecte en chef de la Ville de Paris, inspecteur général des bâtiments civils, membre du Conseil des bâtiments civils. À la suite des dégâts importants provoqués par la foudre sur la tour nord, en 1837, des travaux de reconstruction sont entrepris qui durent quatre mois. Des vents violents, en 1842 et 1843, provoquent des lézardes dans la tour. Le 19 août 1845, une tornade parcourt la Seine-Maritime et la région parisienne et est fatale à la tour nord. François Debret fait étayer la tour nord le 3 janvier 1846. Le 4 février, une inspection note un progrès rapide de la détérioration de la tour. L'inspecteur général des bâtiments civils Jean-Marie Dieudonné Biet demande le démontage de la flèche, ce qu'ordonne le conseil des bâtiments civils. Le démontage de la flèche de la tour nord commence le 6 mars. À la suite des critiques de Prosper Mérimée, il donne sa démission au cours de l'été 1846 après avoir terminé le démontage de la flèche. Il est d'abord remplacé à la direction des travaux de restauration de la basilique par Félix Duban qui est nommé le 15 juillet 1846, mais il démissionne rapidement. Eugène Viollet-le-Duc, « protégé » de Mérimée, est nommé pour cette restauration trois mois plus tard,,.
Il fut élu membre de l'académie des beaux-arts en 1825.
En 1808, il épousa une sœur de Félix Duban, dont il eut un fils, François, né en 1809, élève de l'école des beaux-arts et logiste, puis architecte de la ville de Paris.
François Debret fut membre de la loge « Le Point Parfait », initié le 24 juin 1823.Il fut expert du Suprême Conseil des rites du Grand Orient de France, chargé de tout l’aspect rituel des travaux en loge.[réf. nécessaire]
Il enseigna avec son beau-frère Félix Duban à l'école des beaux-arts. Il eut entre autres pour élèves Antoine-Nicolas Bailly, Simon-Claude Constant-Dufeux, Alexandre Du Bois et Félix Duban.
Il est inhumé au cimetière du Père-Lachaise (24e division).

## Réalisations
- Restauration de plusieurs théâtres et des bâtiments de la nouvelle École des Beaux-Arts (1822-1832), installée dans l'ancien musée des monuments français, fondé en 1795 dans l'ancien couvent des Petits-Augustins, et fermé par Louis XVIII en 1816. Ces travaux furent poursuivis par son beau-frère Félix Duban.
- Architecte de l'Opéra Le Peletier (1821). À la suite de la destruction de l’opéra de la rue Richelieu en 1820, une « salle provisoire » pour l’Opéra fut commandée à Debret en attendant la construction d’un lieu définitif (l’actuel Opéra Garnier).  La salle Le Peletier fut le siège de l’Opéra de Paris de 1821 à 1873, date à laquelle un incendie la détruisit.  L’Opéra Garnier fut terminé en toute hâte et inauguré deux ans plus tard, le 5 janvier 1875.
- Théâtre des Nouveautés, rue Vivienne, en face de la Bourse, construit en 1826-1827, démoli en 1869.
- Architecte du Conservatoire de musique de Paris (1838).
- Il remplaça Jacques Cellerier sur le chantier permanent de la basilique de Saint-Denis en 1813. Il restaura, sur les plans de son prédécesseur, les façades, la tour, la rose du transept, créa la chapelle du chapitre et intervint sur le décor intérieur de l'église. Il dessina le buffet du grand orgue (classé aux Monuments Historiques depuis le 8 juillet 1998[6]). Napoléon lui demanda d'y prévoir sa tombe. Sous la Restauration, il fut chargé d'y réinstaller les tombeaux royaux exilés jusqu'alors au musée des Petits-Augustins. C'est sous sa direction que des lézardes apparurent dans la tour nord et que celle-ci dut être démontée. François Debret fut remplacé par Eugène Viollet-le-Duc en 1846.